# Sandhamn
Sandhamn er en svensk by i den stockholmske skærgård. Sandhamn er den sidste større skærgårdsby inden Østersøen.
Byen har kun hundrede faste indbyggere og har omkring 100.000 besøgende årligt[kilde mangler].
I løbet af det 19. århundrede havde omkring 300 mennesker bosat sig i Sandhamn, hvilket gjorde det til en af de største bosættelser i skærgården.